# Dragon (Rakete)
Die Dragon ist eine zweistufige französische Feststoffrakete für die Höhenforschung. Als Erststufe wurde ein Triebwerk Stromboli verwendet (Durchmesser 56 cm), das in 16 Sekunden 675 kg Treibstoff verbrannte und damit einen Maximalschub von 88 kN erzeugte. Die Belier wurde als Oberstufe verwendet. 
Sie gehörte damit zu einer Familie von Feststoffraketen, die aus der Belier, der Centaure, der Dragon, der Dauphin und der Eridan bestand. Eingesetzt wurde die Dragon in verschiedenen Varianten zwischen 1962 und 1973.
Die Nutzlast von 30 bis 120 kg konnte damit auf Parabelflüge zwischen 390 und 700 km Höhe gebracht werden.